# 1644 w literaturze
Wydarzenia literackie w 1644 roku.

## Nowe książki
- John Milton, Areopagitica

## Urodzili się
- Matsuo Bashō, japoński mnich i poeta

## Zmarli
- Francis Quarles, angielski poeta